# Tubo Williams

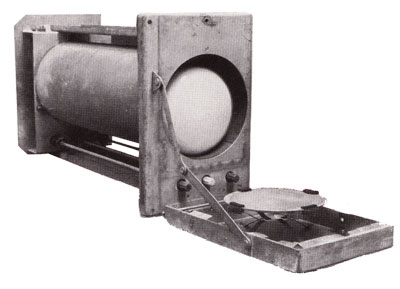
Un tubo Williams.

El tubo Williams o tubo Williams-Kilburn fue inventado por Freddie Williams y Tom Kilburn de la Universidad de Mánchester en 1946 o 1947, era un tubo de rayos catódicos usado para almacenar electrónicamente datos binarios. Es considerada como la primera memoria RAM de la historia.
Algunos tubos Williams estaban hechos con tubos de rayos catódicos del tipo para radares con un recubrimiento de fósforo que hacía a los datos visibles a la vista, mientras que otros tubos eran construidos para este uso sin el recubrimiento. La presencia o ausencia del recubrimiento no tenía efecto en la operación del tubo, y no tenía importancia para el operador debido a que el tubo estaba cubierto por la placa. Si era necesario tener una salida visible, se utilizaba un segundo tubo con recubrimiento de fósforo como dispositivo de visualización.

## Principio

Tubo Williams: esquema de la patente cedida a IBM (1947).

El tubo Williams depende de un efecto llamado emisión secundaria. El resultado de este efecto es que, cuando un punto es dibujado en el tubo de rayos catódicos, un área pequeña a su alrededor se carga en forma positiva, y la zona contigua se carga en forma negativa, creando una "zona de carga". La zona de carga permanece en la superficie del tubo durante una fracción de segundo, permitiendo al dispositivo actuar como memoria de computadora. La vida de la zona de carga depende de la resistencia eléctrica en el interior del tubo.
El punto puede ser borrado dibujando un segundo punto inmediatamente a continuación del primero, llenando de esta manera la zona de carga. Muchos sistemas hacían esto dibujando una corta línea en la posición del punto; de esta manera la extensión de la línea borraba la carga inicialmente almacenada en la posición del punto.
El computador lee la información del tubo a través de una placa de metal que cubre el frente del tubo. Cada vez que un punto es creado o borrado, el cambio en la carga eléctrica induce un pulso de voltaje en la placa. Debido a que la computadora sabe qué lugar de la pantalla está siendo apuntado en cada momento, se puede usar el pulso de voltaje de la placa para "leer" el dato almacenado en la pantalla.
Leer una ubicación de memoria crea una nueva zona de carga, destruyendo el contenido original de esa localización, por lo que cada lectura debe seguirse con la escritura para reinstalar el dato original. Muchos sistemas hacían esto dibujando una corta línea comenzando en la posición del punto si la nueva zona de carga necesitaba borrarse. Además, debido a que la carga gradualmente se pierde, era necesario rastrear el tubo periódicamente y reescribir cada punto (similar al refresco de memoria de la DRAM en los sistemas modernos).

## Detalle del funcionamiento

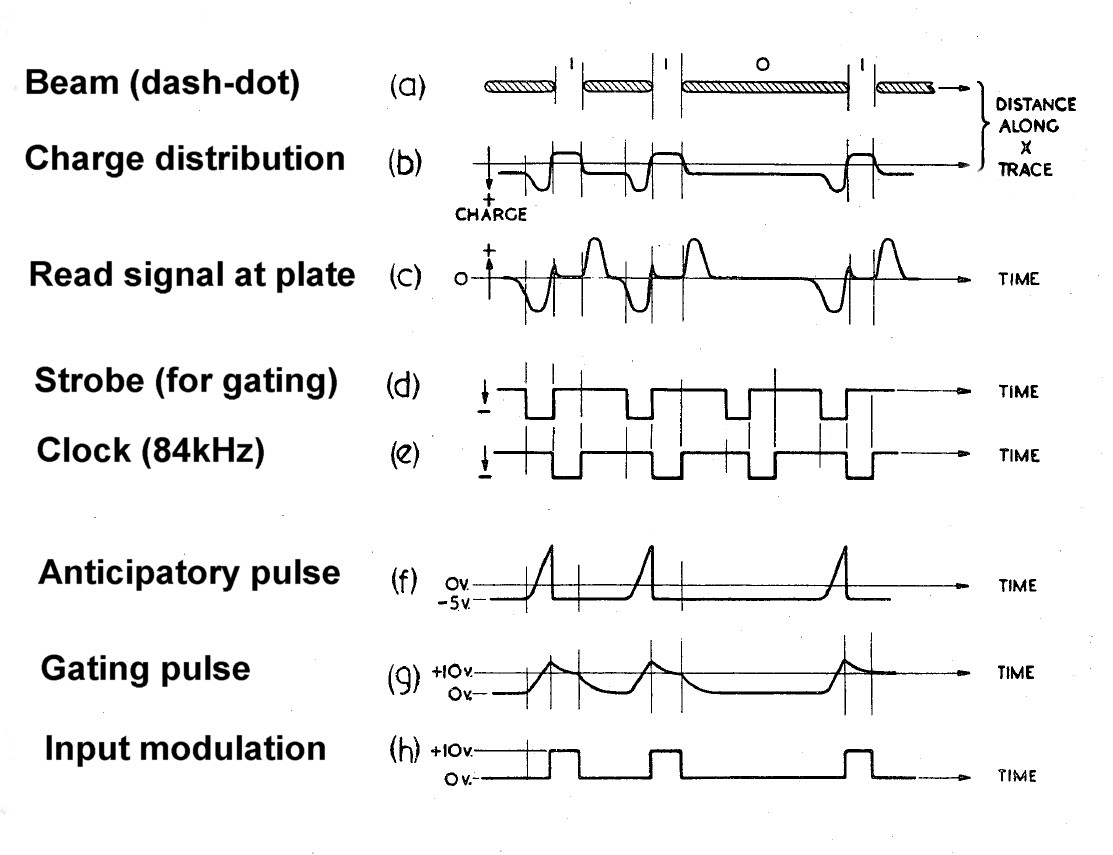
Tubo Williams: diagrama de las señales

El almacenamiento de información en un "punto" en el interior de la cara del CRT se determina por el nivel de carga relativa. La relación de emisión secundaria para el fósforo (y para el vidrio) es mayor que 1. Así, si la cara es bombardeada con un haz de electrones primarios (con una aceleración desde 1.000 hasta 2.000 voltios), entonces el "punto" se carga positivamente, porque hay más electrones secundarios de baja energía que son emitidos por la superficie que los que llegan en el haz de electrones primario. El equilibrio se alcanza cuando la carga relativamente positiva del "punto" atrae los electrones suficientes para equilibrar el flujo. Si un "punto" se "carga", entonces el área cercana es "descargada" por los electrones secundarios emitidos desde el "punto" primario.
El haz, estando encendido o apagado durante una posición (o impulso de reloj), puede representar los ceros o unos de un número binario (en el ejemplo es el número "1101"). Esquemas alternativos de almacenamiento pueden implicar el uso de enfoque/desenfoque de la matriz o el uso de puntos y rayas, en los puntos de la rejilla en la cara del tubo de rayos catódicos. Cambiando la deflexión vertical o dirección de palabra, pueden ser almacenados varios formatos de números diferentes. Williams utilizó los tubos de rayos catódicos en modo "cadena de bits en serie", en una matriz de 32x32.
Escritura
- Para escribir información en el tubo, el haz de electrones es desviado a lo largo de una línea horizontal, y en cada punto donde se apaga el haz, queda una carga positiva residual (b). Para leer la información del CRT, se coloca un electrodo en la parte exterior de la cara del CRT.

Lectura/reescritura (escaneo de refresco)
- Cuando el haz pasa de nuevo sobre una línea, se genera un cambio de potencial en la cara interior que es recogido capacitivamente por el electrodo de la placa exterior. Desde los puntos de carga positiva se produce un "transiente anticipatorio" justo antes de donde se apagó el haz al escribir-lo, la señal resultante se produce con tiempo suficiente para poder apagar el haz de nuevo en el mismo "punto". (Williams llamó a este efecto "impulso anticipatorio").
- Cuando el haz barre una línea horizontal en lectura, el potencial inducido sobre el electrodo se amplifica, y, a través de los circuitos de "gating" y la rejilla de control del CRT, el haz es apagado con un patrón idéntico al del barrido que lo creó. Así, la línea que se lee "se reescribe" y no queda destruida por el proceso de lectura.

Una línea o bien escribe o bien se refresca
Sin embargo, la lectura de una línea cualquiera tiende a descargar las líneas vecinas, y es necesario regenerar toda la matriz de forma sistemática mediante ciclos de lectura-reescritura. Para conseguir mayor velocidad de acceso un esquema típico consiste en seleccionar (en lectura o escritura) las líneas prioritarias "X" durante los accesos-impares y leer-reescribir la información durante los accesos-pares (X-1-X-2- X-3-X-4-Xn).

## Capacidad
Los tubos Williams almacenaban, aproximadamente, de 500 a 1.000 bits de datos.

## Desarrollo
Desarrollado en la Universidad de Mánchester en Inglaterra, que proporcionó el medio para realizar el primer programa escrito en un computador (la Máquina Experimental de Pequeña Escala de Mánchester) almacenado electrónicamente. Tom Kilburn escribió un programa de 17 líneas para calcular el factor más alto de un número. La tradición en la Universidad de Mánchester dice que este fue el único programa que Tom Kilburn jamás escribió.
Los tubos Williams tienden a perder la confiabilidad con el tiempo, y muchos equipos debían ser "sintonizados" a mano al instalarlos. En contraste, la memoria de línea de retardo de mercurio era más lenta y también necesitaba ajustarse a mano, pero no perdía confiabilidad con el tiempo y gozó de relativo éxito en los inicios de la computación electrónica digital, a pesar de su tasa de transferencia, peso, costo, temperatura y problemas de contaminación. Sin embargo, el Manchester Mark I fue comercializado exitosamente como el Ferranti Mark I. Algunos de los primeros computadores de EE. UU. también usaron tubos Williams, incluyendo el IAS machine, originalmente diseñado para la memoria selectrón (fotos), el UNIVAC 1103, IBM 701, IBM 702 y el Standards Western Automatic Computer (SWAC) (fotos). Los tubos Williams fueron usados también por los computadores soviéticos, el Strela-1.